# دانی سانتفه
دانی سانتفه (انگلیسی: Dani Santafé؛ زادهٔ ۳ ژوئیهٔ ۱۹۹۷) بازیکن فوتبال است.
از باشگاه‌هایی که در آن بازی کرده‌است می‌توان به باشگاه فوتبال آستراس تریپولی اشاره کرد.